# Rally Osona de 1989
El Rally Osona de 1989, oficialmente 21.º Rally Osona-La Caixa, fue la vigesimoprimera edición y la séptima cita de la temporada 1989 del Campeonato de España de Rally. Se celebró del 4 al 6 de agosto y contó con un itinerario de diecisiete tramos que sumaban un total de 208 km cronometrados.

## Itinerario
| Día   | Tramo | Nombre                       | Hora  |
| ----- | ----- | ---------------------------- | ----- |
| Día 1 | TC1   | La Trona                     | 12:34 |
| Día 1 | TC2   | Alpens-Les Lloses            | 13:14 |
| Día 1 | TC3   | La costa dels gats           | 14:40 |
| Día 1 | TC4   | Prats-Olost                  | 15:16 |
| Día 1 | TC5   | S. Julià-Espinelves-Viladrau | 16:19 |
| Día 1 | TC6   | La Roca                      | 17:02 |
| Día 2 | TC7   | La Trona                     | 17:50 |
| Día 2 | TC8   | Alpens-Les Lloses            | 18:31 |
| Día 2 | TC9   | La costa dels gats           | 19:56 |
| Día 2 | TC10  | Prats-Olost                  | 20:25 |
| Día 2 | TC11  | S. Julià-Espinelves-Viladrau | 00:24 |
| Día 2 | TC12  | La Roca                      | 01:07 |
| Día 2 | TC13  | La Trona                     | 01:55 |
| Día 2 | TC14  | La costa dels gats           | 02:25 |
| Día 2 | TC15  | Prats-Olost                  | 03:01 |
| Día 2 | TC16  | S. Julià-Espinelves-Viladrau | 04:04 |
| Día 2 | TC17  | La Roca                      | 04:47 |

## Clasificación final
| Pos. | Piloto               | Copiloto          | Automóvil                      | Tiempo  | Diferencia |
| ---- | -------------------- | ----------------- | ------------------------------ | ------- | ---------- |
| 1.   | Jesús Puras          | Tomás Aguado      | Ford Sierra RS Cosworth        | 2:26:33 | 0.0        |
| 2.   | Josep María Bardolet | Josep Autet       | Ford Sierra RS Cosworth 4-door | 2:28:40 | +2:07      |
| 3.   | Borja Moratal        | Alfredo Rodríguez | Opel Kadett GSI 16V            | 2:29:23 | +2:50      |
| 4.   | Rafael Martorell     | Joaquim Sureda    | Peugeot 309 GTI                | 2:34:12 | +7:39      |
| 5.   | Jordi Ventura        | Enric Poyano      | Renault 5 GT Turbo             | 2:34:38 | +8:05      |
| 6.   | Joan Anton Sasplugas | Bandera de ?      | Renault 5 GT Turbo             | 2:34:57 | +8:24      |
| 7.   | Enric Xargay         | Bandera de ?      | Renault 5 GT Turbo             | 2:36:40 | +10:07     |
| 8.   | Donato Hergueta      | Bandera de ?      | Renault 11 Turbo               | 2:37:39 | +11:06     |
| 9.   | Josep Alsina         | Bandera de ?      | Renault 5 GT Turbo             | 2:38:56 | +12:23     |
| 10.  | Mercedes Rueda       | Bandera de ?      | Renault 5 GT Turbo             | 2:39:59 | +13:26     |